# جيمس غالواي
جيمس غالواي (بالإنجليزية: James Galloway)‏ هو مونتير أمريكي، ولد في 16 فبراير 1928، وتوفي في 13 نوفمبر 1996.

## وصلات خارجية
- جيمس غالواي على موقع IMDb (الإنجليزية)
- جيمس غالواي على موقع ألو سيني (الفرنسية)
- جيمس غالواي على موقع أول موفي (الإنجليزية)
- جيمس غالواي على موقع قاعدة بيانات الأفلام السويدية (السويدية)
- جيمس غالواي على موقع كينوبويسك (الروسية)